# Karl Wilhelm Naundorff

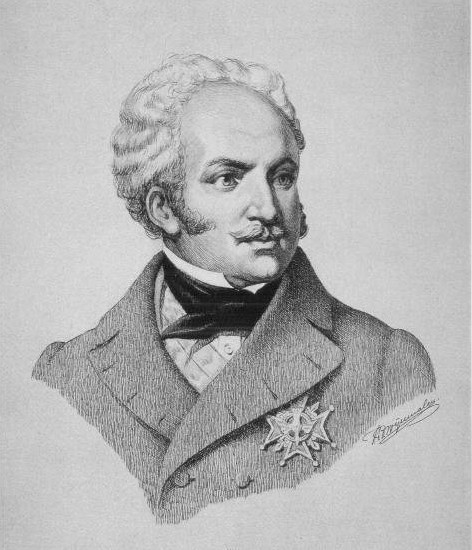
Karl Wilhem Naundorff

Karl Wilhelm Naundorff (1785? – 1845. augusztus 10.) német óragyártó volt, aki haláláig azt állította magáról, hogy ő Lajos Károly herceg, vagyis XVII. Lajos francia király. Naundorff volt a magát XVII. Lajosnak nevező több mint 30 férfi közül a legkitartóbb.

## Életrajza
Lajos Károly herceg, XVI. Lajos és Mária Antoinette fia a francia forradalom idején börtönbe került, és úgy gondolják, a börtönben is halt meg. Azonban több olyan pletyka is szárnyra kelt, mely szerint monarchisták megszöktették a fiatal dauphint a Temple börtönből, és utána titokban máshol élt egy ideig.
Karl Wilhelm Naundorffról az első feljegyzések 1810-ből Berlinből, Spandauból származnak, ahol porosz állampolgárságot kapott. 1822-re családjával Brandenburg an der Havelbe költözött, ahol 1824-ben gyújtogatással és csalással vádolták meg, majd három évre el is ítélték. A vád szerint azért gyújtotta fel a házát, hogy szert tegyen a biztosítási pénzre.

### Alakítás
1827-es szabadlábra engedése után Crossenbe ment, és megírta a két memoárnak szánt könyvének egyikét. A másodikat több évvel később Angliában vetette papírra, melyet aztán Charles G. Perceval, Spencer Perceval unokatestvére ültetett át angolra. Ebben leírta, hogy ő XVII. Lajos francia király, a kivégzett XVI. Lajos és Marie Antoinette fia, akiket a francia forradalom során kivégeztek. Állítása szerint helyére egy siketnéma árvát tettek be, aki nem sokkal később meghalt. Őt pedig a Temple egyik tornyának titkos részén bujtatták el, majd megszökött. Továbbá azt híresztelte, hogy Napóleon seregei később elfogták, és Európa több tömlöcében is fogva tartották, míg a húszas éveinek közepén ki nem szabadult. Egy ideig Amerikában élt, majd visszatért Európába. Ezen állítások egyikét sem tudta bizonyítani megfelelő dokumentumokkal. A francia hatóságok már ekkoriban foglalkoztak Naundorff állításával, de bizonyítékok híján végül felfüggesztették a vizsgálatot.
1833-ban Naundorff Párizsba ment, ahol egy másik francia trónkövetelő, Richemont hercege állt a bíróság előtt. A per egyik tanúja az ő levelét olvasta fel ellenbizonyítékként.
Annak ellenére, hogy Naundorff nem beszélt nagyon jól franciául, XVI. Lajos volt udvarának több tagját is meg tudta győzni arról, hogy ő volt a dauphin. Úgy tűnt, mindent tudott az udvar belső életéről, a legtöbb kérdésre helyes választ adott, és úgy beszélt az udvaroncokkal, mintha gyermekkora óta ismerné őket. Egyikük Agathe de Rambaud, Lajos nevelőnője volt, aki elfogadta, hogy ő az. Szintén felismerte benne a herceget Étienne de Joly, XVI. Lajos igazságügy-minisztere és Jean Bremond, a király személyi titkára.
Azonban Mária Terézia Sarolta hercegnő, Lajos herceg testvére nem hitte el, hogy a herceggel beszél. Látott a testvéréről képeket, és azt mondta, nem ismeri fel a férfiban bátyja vonásait. Egyszer Agathe de Rambaud Prágába utazott és elvitte magával, hogy meggyőzze, de sikertelenül járt, a hercegnő ezután Lajos korábbi nevelőnőjét sem akarta látni.
1836-ban Naundorff beperelte Mária Teréziát azok miatt a területek miatt, melyek hozzá tartoznak. A végén I. Lajos Fülöp őt tartóztatta le, elkobozta az összes iratát, és kiutasította Angliába. Itt összeesküvést kezdett szervezni, amelynek célja, hogy támogatóival felkelést robbant ki Franciaországban. Lőfegyvereket szerzett, amit később átadott a holland hadseregnek, amikor Hollandiába települt át. Angliában még bombakészítéshez való eszközöket is szerzett és nekilátott egy pokolgép, az általa Bourbon-bombának nevezett szerkezet összeszerelésébe, amellyel merényletet akart végrehajtani Lajos Fülöp ellen. Csakhogy a bomba valami folytán felrobbant még a műhelyében és Naundorff házát is tönkretette. Emiatt elhagyta Angliát és Hollandiában telepedett.
Naundorff nem adta fel, de már egyre zavarosabb dolgokat állított és azt jövendölte, hogy 1840. január 1-én képes lesz elfoglalni a trónját. Az előre megjelölt időpont elmúltával támogatói többségét elvesztette.

### Hatása és folytatódó ellentétek

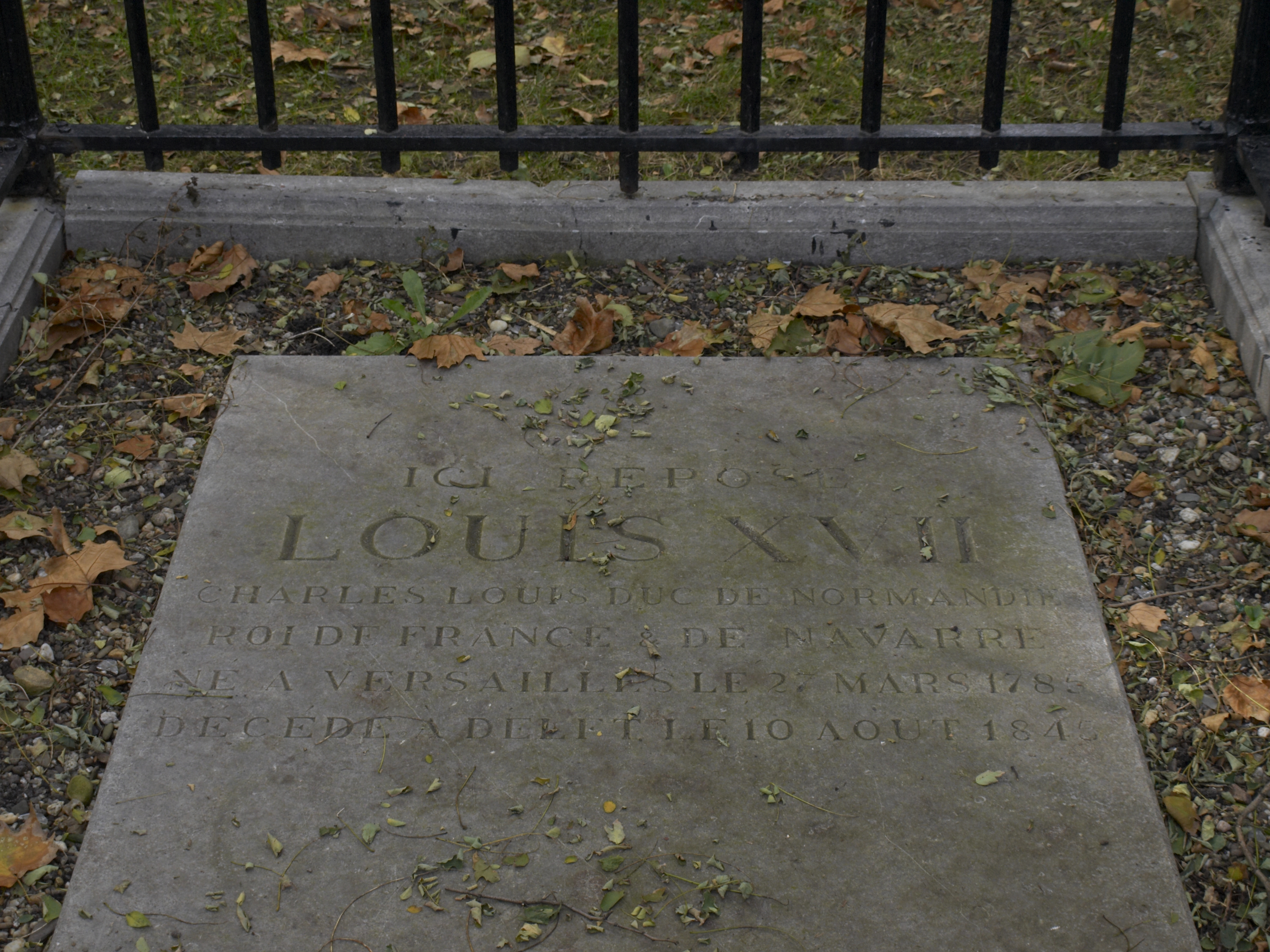
Naundorff sírja Delftben. A felirat szerint "Itt nyugszik XVII. Lajos".

Naundorff 1845. augusztus 10-én Hollandiában, Delftben, valószínűleg mérgezés következtében halt meg. Miután kinevezték a Holland Hadsereg Pirotechnikai Parancsnokává, családjával együtt itt lakott. Még élete végén is voltak támogatói, mert a sírfelirata így hangzik: "Itt nyugszik XVII. Lajos, Franciaország királya ". Halotti anyakönyvi kivonatában ez olvasható: "Charles-Louis de Bourbon, Normandia hercege (XVII. Lajos), aki ismert volt még  mint Charles-Guillaume Naundorff, […] őfelsége az egykori XVI. Lajos király és Császári és Királyi Fensége, Mária Antoinette Ausztria főhercegnője, Franciaország királynéjának gyermeke volt, kinek szülei mind Párizsban haltak meg." Franciaország ragaszkodott ennek a dokumentumnak a mellőzéséhez, de ezt Hollandia visszautasította.
Naundorff leszármazottai nem adták fel. Többen közülük továbbra is használták (erőszakosan odaillesztették) a "de Bourbon" családnevet, és a 19-20. század folyamán folyamatosan beadványokat intéztek a francia bíróságokhoz és szenátusokhoz, hogy hagyják ezt jóvá. René Charles "de Bourbon" cirkuszigazgató, Naundorff egyik unokájának törvénytelen gyermeke 1954-ben elvesztette a francia bíróság előtt beadott keresetét. Ennek ellenére több leszármazott  a mai napig nem hagyott fel a követeléssel.
Néhány francia történész azt bizonygatta, hogy egy DNS-vizsgálat megoldhatja a Naundorffok kérdését. A kutatók szerint Naundorffhoz tartozó mitokondriális DNS-részeket hasonlítottak össze a Mária Antoinette-nek és két lánytestvérének a maradványaival, valamint még élő leszármazottak mintáival. Azzal érvelnek, hogy a nukleotidokban talált eltérések eléggé megkérdőjelezik, hogy Naundorff Marie-Antoinette fia lett volna. A leszármazottak egy része azzal érvel, hogy a maradvány nem Naundorffé volt, és saját maguk tovább folytatják a kutatást.